# Sumner (Georgia)
Sumner is een plaats (town) in de Amerikaanse staat Georgia, en valt bestuurlijk gezien onder Worth County.

## Demografie
Bij de volkstelling in 2000 werd het aantal inwoners vastgesteld op 309.
In 2006 is het aantal inwoners door het United States Census Bureau geschat op eveneens 309.

## Geografie
Volgens het United States Census Bureau beslaat de plaats een oppervlakte van
2,8 km², geheel bestaande uit land. Sumner ligt op ongeveer 128 m boven zeeniveau.

## Plaatsen in de nabije omgeving
De onderstaande figuur toont nabijgelegen plaatsen in een straal van 24 km rond Sumner.